# 泉ガーデンタワー

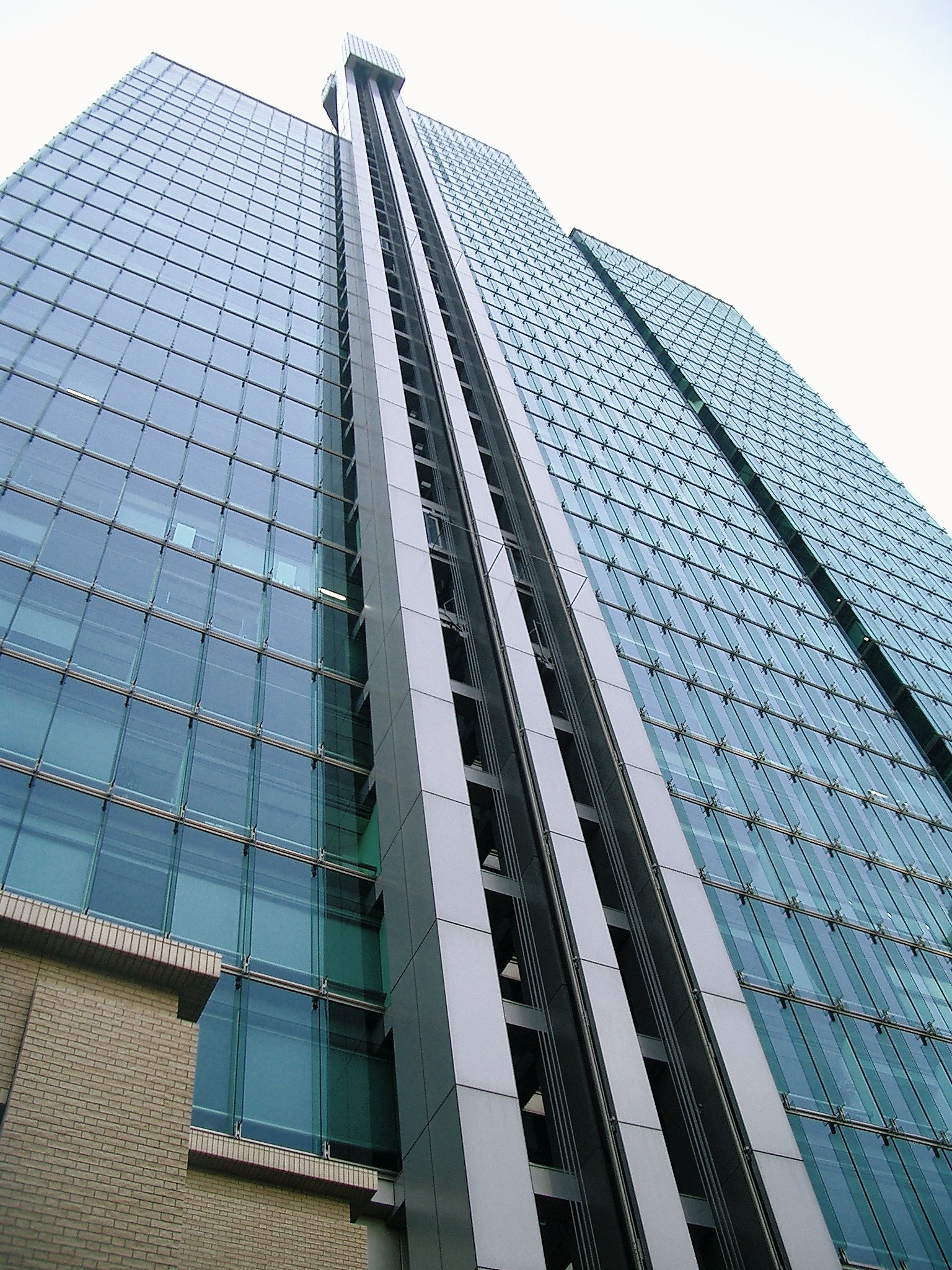
東芝エレベータによる日本初の屋外型エレベーター

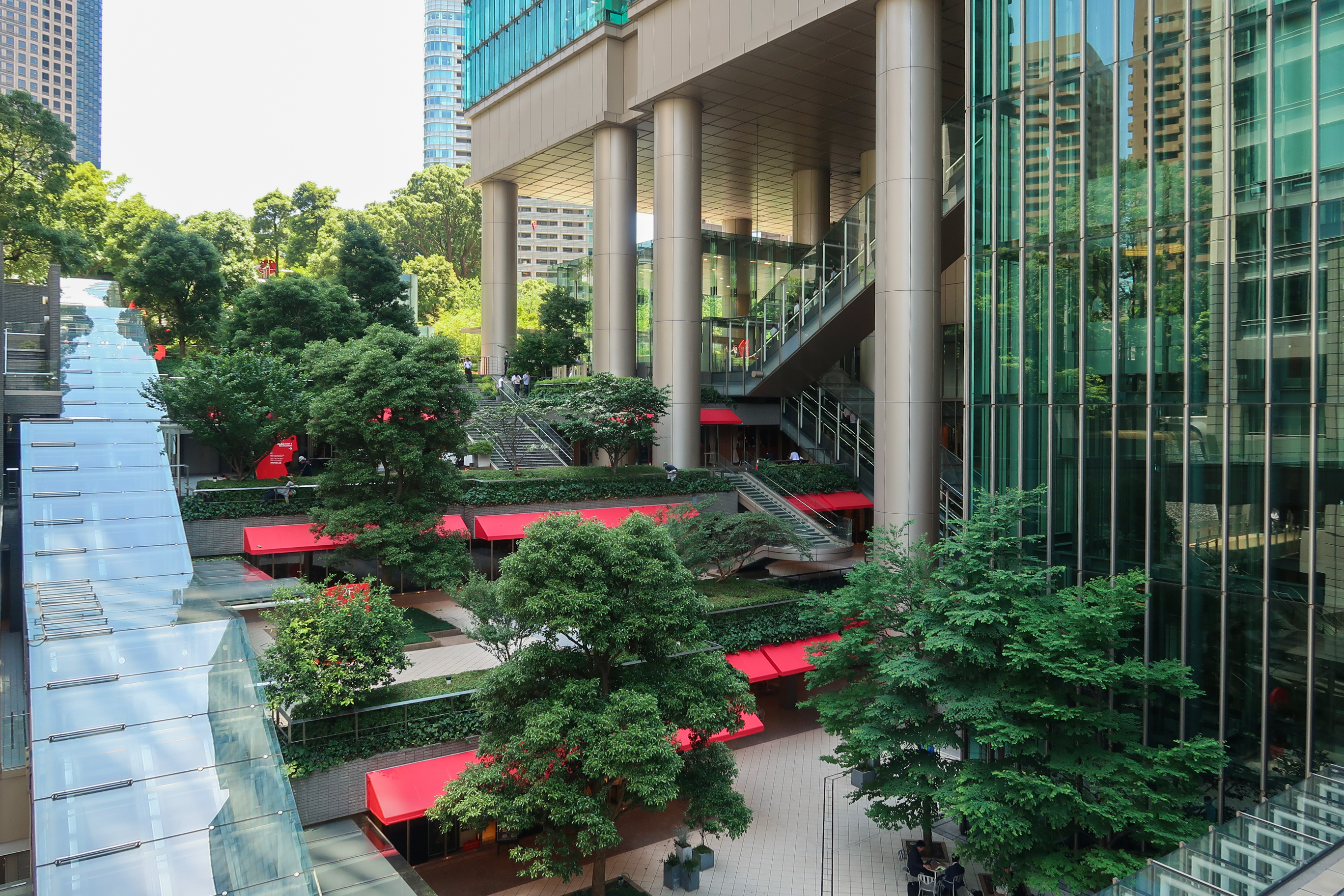
アーバンコリドール

泉ガーデンタワー（いずみガーデンタワー）は、東京都港区六本木一丁目に所在する再開発地区・複合商業ビル。開発者（デベロッパー）は住友不動産や森ビルなど。東京メトロ南北線の六本木一丁目駅と直結している。
「六本木一丁目西地区第一種市街地再開発事業（泉ガーデン）」の一環で建てられた。本項では同時に整備された施設についても記載する。
名称の「泉」は旧住友財閥（現在の住友グループ）創業家である住友家の江戸時代の屋号「泉屋」にちなんだものである。
第45回建築業協会賞（BCS賞）受賞。

## 概要
計画地はアメリカ大使館からThe Okura Tokyo（ホテルオークラ東京）、スペイン大使館、スウェーデン大使館につながる通称「尾根道」と呼ばれる緑あふれた道路と、交通量の多い放射1号線・首都高に挟まれた2.4haの斜面地で、江戸期には武家屋敷があり、明治以降近年までは大邸宅街で住友家の別邸も地区内にあった。当ビル周辺には住友不動産六本木グランドタワーやアークヒルズなどが位置している。
だが、幹線道路側と中心部の高低差はおよそ15から20mほどあり、地形の起伏が大きいため、道路は連続性に乏しく脆弱・狭隘であり、中心部は大邸宅街の名残から緑が豊かで閑静な環境が見られたものの、都心部にありながら業務地区としての開発が比較的遅れていた。また縁辺部、幹線道路側の傾斜地や段地面には、老朽化した木造密集住宅が多く見られ、防災性や居住環境の面で問題があると同時に、放置すれば幹線道路沿いを中心に中小ビル開発が行われる恐れがあった。
そうした中、1971年に都が行った「再開発適地調査」において計画地は適地に指定され、隣接地区では86年に「赤坂・六本木地区第一種市街地再開発事業（アークヒルズ）」が完成した。当地区では88年に再開発準備組合が発足し、その後、都条例に基づく環境アセスメント手続きを経て、94年に都市計画決定がされ、99年に着工、2002年に準備組合設立から14年で全体完成を迎えている。
泉ガーデンは、山側のA街区と放射1号線側のB街区の2つの街区が大きく整備され、このうちA街区には旧住友会館庭園を再整備した緑地と、美術館および地下に展示ギャラリーが配置され、地上部は緑豊かな空間として公園のような空間がつくられた。一方、B街区は高度高密複合街区とし、43階建てのタワー棟（オフィス、店舗、ホテル等）と32階建てのレジデンス棟（住宅）および6階建てのウイング棟（オフィス、店舗）が配置され、タワー棟とウイング棟は地下鉄駅と一体となっている。また放射1号線の形状変更と拡幅、区画道路の新設と拡幅、地区内に散在していた児童公園の集約再整備なども併せて行われた。
なお、住友不動産は2016年（平成28年）秋に放射1号線・首都高を挟み隣接して開業した「住友不動産六本木グランドタワー」を含め、当地区と一体的に泉ガーデンとして運用している。
大正・昭和初期を代表する作家の1人である永井荷風の邸宅であった偏奇館は、敷地の一角に所在した。そのため、敷地の片隅には港区教育委員会により「偏奇館跡」の碑が建てられている。

## 各街区に整備された施設

### A街区
泉屋博古館東京
A街区に該当する土地には1917年（大正6年）、住友家第15代当主である住友友純が麻布別邸を構えた。別邸は関東大震災も乗り越えるが、太平洋戦争末期に一部が焼失。戦後の1965年（昭和40年）、跡地に企業迎賓館である旧住友会館のほか、隣接して住友麻布ハイツアパートも建てられた。今般の再開発にあたって、旧会館、アパートは取り壊されたが、旧会館の庭園をできるだけそのまま残し、住友家の保有する能装束・絵画等を展示する泉屋博古館の分館が建設された。
分館の建設に際しては、既存樹と従来の地形の高低差を生かしつつ、庭園に面して自然の中の平屋建ての佇まいとなるよう工夫し、建物のボリュームも周囲に馴染むよう分節化されている。なお、分館は2021年（令和3年）4月館名を「泉屋博古館東京」に改称。22年3月リニューアルオープンした。

### B街区
泉ガーデンタワー
地下2階、地上45階建てのタワーは、7階と24階にエントランスを持ったテナント用オフィスと、42階以上に独立して配置された新住友会館からなる。
タワーを地上から5層分持ち上げることにより、道路の喧騒を避けた高速道路上部に落ち着いたオフィスロビーが設けられ、低層部には構造的に完全に分離した形でレストランやホテル等が配置された。住友不動産が大半を所有するが、7階から12階は森ビルが所有・運用している。
オフィス基準階の平面計画では、コア中心部に外部空間（ボイドコア）を残し、給排気スペースや配管スペースとして利用するとともに、将来の様々な変更に対応できるスペースとなることを意図した。このボイドコアの四周には制震プレートが敷設できることから、オフィス外周部の柱の数をミニマムに抑えることができ、窓に沿った16mスパンが可能となった。外観は熱線吸収倍強化ガラスによるカーテンウォールを採用していることから緑色に見える。
東芝エレベータ製の本体がむき出しになった屋外型エレベーターは、屋外型としては世界最速（当時）の分速360mで乗降口の4階から42階の住友会館までの165mを約35秒で昇る。しかし、専用機であるため関係者以外は利用ができない。
主な入居者
| - 住友会館 - ナチュラリープラスグループ - ユニヴァ・キャピタル・ジャパン 本社 - OGIホールディングス 本社 - GIグループ - ゼネラルインベストメント 本社 - ベストランド 本社 - オリック・ヘリントン・アンド・サトクリフ 外国法事務弁護士事務所 - オリック東京法律事務所・外国法共同事業 - スキャデン・アープス法律事務所 東京オフィス - KPMG税理士法人 東京事務所 - パシフィック・アセット・マネジメント 本社 - BLT STEAK ROPPONGI | - クレディ・スイス - クレディ・スイス証券 - クレディ・スイス銀行 東京支店 - ロンバー・オディエ信託 本社 - SBIグループ - SBIホールディングス 本社 - SBI証券 本社 - SBI生命保険 本社 - モーニングスター 本社 - ARUHI本社 - ソフォス 本社 |

ホテルヴィラフォンテーヌグランド東京六本木
単なるビジネスユースのみならず、職住近接の中、長期滞在や職泊近接の需要を狙い、客室以外の機能を極力省略して、都市型ビジネス機能に特化した施設と位置づけ開業している。
5階建てのホテルは、事務室とホテル客室の見合いを考慮して、地上部分に持ち上げられた事務室部分の下に完全に勘合する形態としてまとまられ、独立する車寄せを持った1階のエントランスでは、宿泊客にのみ朝食をサービスする以外は最小限のロビー機能にとどめたコンパクトなフロントが配された。
泉ガーデンレジデンス
庭園を南に望む位置に配され、地下鉄駅からも雨に濡れないでアプローチできるように屋根付きのエスカレーター（アーバンコリドール）が設けられ、神谷町へと続く地域の歩行者ルートとしても利用されている。
地下2階・地上32階建て総戸数約260戸の集合住宅は、地権者住宅と賃貸住宅で構成され、賃貸部分は港区の附置義務住宅を兼ねる。住戸は約50㎡から250㎡と多彩であり、地権者の要望を取り入れた結果、同じプランの階は殆どなく、タワー棟同様に中央部にボイドコアがつくられ、排煙風道として利用されるとともに、住戸のフロンテージが確保されている。

## 歴史
- 1988年 - 再開発準備組合結成。
- 1995年10月26日 - 組合設立認可公告。
- 1994年 - 第一種市街地再開発事業、再開発地区計画などの都市計画決定公示。
- 1998年4月16日 - 権利変換計画認可。
- 1999年 - 着工。
- 2000年 - 美術館棟（泉屋博古館）・レジデンス棟着工。
- 2002年 - 工事完了。

## 交通アクセス
- 東京メトロ南北線「六本木一丁目」駅直結
- 東京メトロ日比谷線「神谷町」駅 4b出口より徒歩7分
- 東京メトロ銀座線・南北線「溜池山王」駅 13番出口より徒歩7分
- 東京メトロ日比谷線・都営地下鉄大江戸線「六本木」駅 5番出口より徒歩9分

## 周辺
- アークヒルズ
- アークヒルズサウスタワー
- 住友不動産六本木グランドタワー
- 六本木ティーキューブ
- アークヒルズ仙石山森タワー